# Paul Vidal
Paul Antonin Vidal (16 de junio de 1863-9 de abril de 1931) fue un compositor, director de orquesta y profesor de música francés activo principalmente en París.

## Vida y carrera

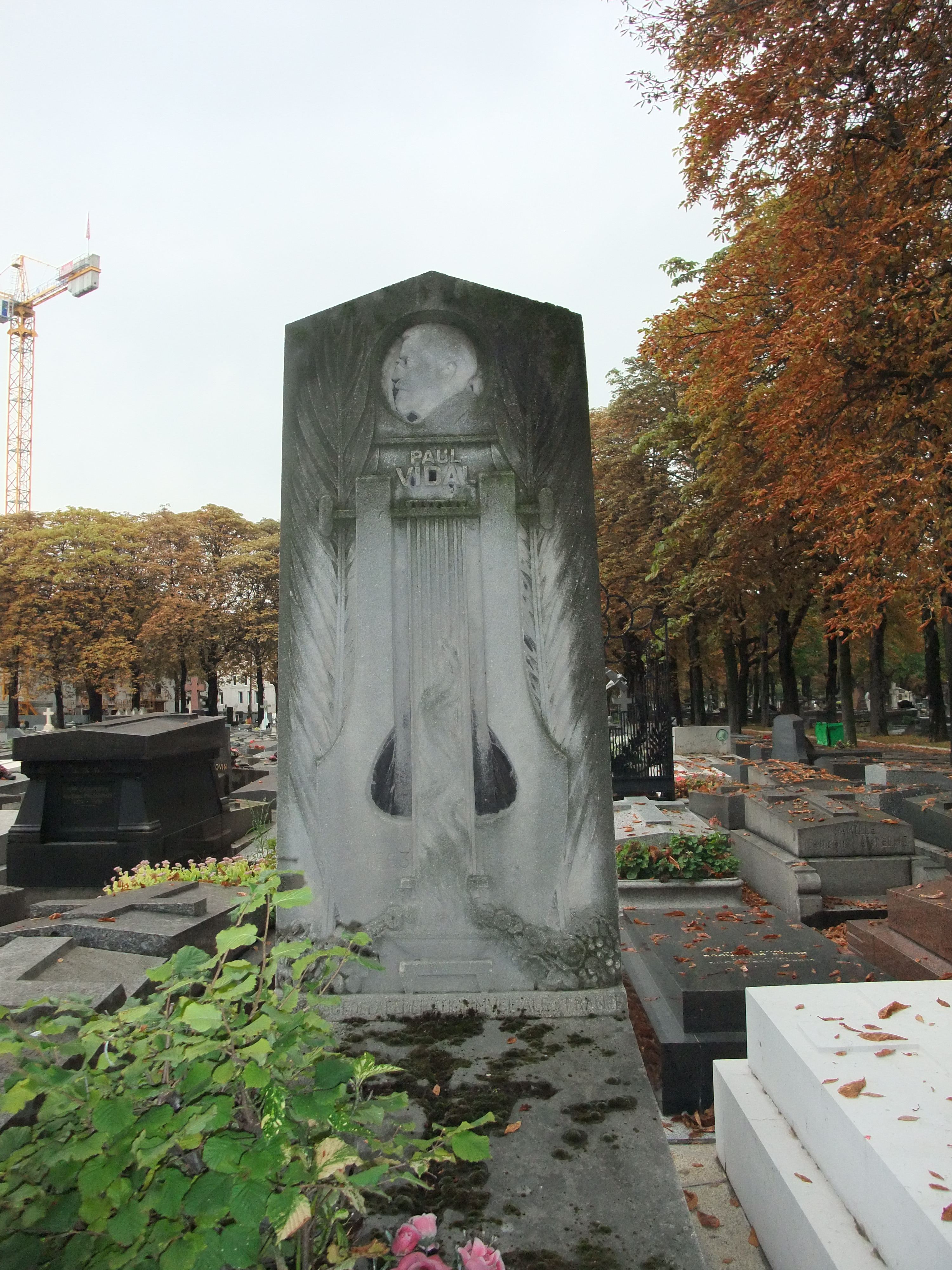
Su tumba en el cementerio de Batignolles, París.

Paul Vidal nació en Toulouse, y estudió en los conservatorios superiores de música de dicha ciudad y en París, bajo Jules Massenet en el segundo. Ganó el Premio de Roma en 1883, un año antes que Claude Debussy (que ganaría al año siguiente). El 8 de enero de 1886, en Roma, Vidal y Debussy interpretaron la Sinfonía Fausto de Franz Liszt en dos pianos para el propio Liszt, en un concierto después de una cena, en la que Liszt aparentemente se durmió. Al día siguiente tocaron Trois valses romantiques de Emmanuel Chabrier para Liszt.
Vidal dirigió en la Ópera de París, donde hizo su primera aparición dirigiendo Gwendoline en 1894 (había asistido a los cantantes para el estreno en París en 1893), y más tarde llevó a cabo la primera actuación de Ariane y el estreno en París de Roma de Massenet, y L'étranger de d'Indy. Vidal cofundó los Concerts de l'Opera con Georges Marty.
Fue director musical de la Opéra-Comique entre 1914 y 1919, dirigiendo los reestrenos de Alceste, Don Giovanni, Ifigenia en Táuride, Irato, Le Rêve y Thérèse. También dirigió los estrenos de varias óperas y ballets.
Enseñó en el Conservatorio de París, donde sus alumnos incluyen compositores como Lili Boulanger, Marc Delmas, Jacques Ibert y Vladimir Fédorov. Murió en París, a la edad de 67.
Su hermano Joseph Bernard Vidal (1859-1924) fue también un compositor.

## Composiciones y pedagogía
Sus composiciones han caído prácticamente en el olvido hoy en día: se incluyen las óperas Eros (1892), Guernica (1895) y La Burgonde (1898); ballets La Maladetta (1893) y la Fiesta de la russe (1893, arreglo y coreografía de Joseph Hansen, de la Ópera de París); una cantata Ecce Sacerdos magnus; y música incidental para Le Baiser de Théodore de Banville (1888) y La Reine Fiammette de Catulle Mendès (1898). En colaboración con André Messager, también orquestó la música de piano de Frédéric Chopin en una Suite de danses (1913).
Es quizás mejor conocido hoy a través de sus ejercicios de armonía para teclado, Basses et Chants donnés que era la herramienta favorita de enseñanza de su alumna, la legendaria pedagoga Nadia Boulanger, y posteriormente muchos de sus estudiantes, incluyendo Narcís Bonet , quien ha vuelto a publicar una selección de estos ejercicios bajo el título de Paul Vidal, Nadia Boulanger: Una colección de bajos dados y melodías".